# 52767 Ophelestes
52767 Ophelestes este o planetă minoră (asteroid), cu un diametru de 25,07 km, din Asteroid troian al lui Jupiter. A fost descoperită pe 28 iunie 1998 la Observatorul European Austral de Eric Walter Elst și a fost numită după Ophelestes⁠(d). 
Obiectul prezintă o orbită caracterizată de o semiaxă mare de 5,285616144039 UAi, o excentricitate de 0,023, o înclinație de 12,8 ° în raport cu ecliptica.